# Pentossaea marginata
Pentossaea marginata là một loài thực vật có hoa trong họ Mua. Loài này được (Desr.) Judd mô tả khoa học đầu tiên năm 1989.